# Scott Waugh
Scott Waugh, accreditato in passato anche come Scott Blake o Scotty Waugh (Los Angeles, 22 agosto 1970) è un regista, stuntman e montatore statunitense, noto per aver diretto i film Act of Valor e Need for Speed.

## Filmografia

### Regista
- Navy SWCC - cortometraggio documentario (2007)
- Act of Valor, co-diretto con Mike McCoy (2012)
- Need for Speed (2014)
- L'ultima discesa (6 Below: Miracle on the Mountain) (2017)
- Project X-Traction (Hidden Strike) (2023)
- I mercenari 4 - Expendables (Expend4bles) (2023)

#### Regista di seconda unità
- 12 Bucks, regia di Wayne Isham (1998)
- Step Into Liquid, regia di Dana Brown - documentario (2003)
- Dust to Glory, regia di Dana Brown - documentario (2005)

### Attore

#### Cinema
- Lo specialista (The Specialist), regia di Luis Llosa (1994)
- Exit, regia di Ric Roman Waugh (1996)
- Soluzione estrema (Desperate Measures), regia di Barbet Schroeder (1998)
- 12 Bucks, regia di Wayne Isham (1998)
- Alla ricerca del successo (The Learning Curve), regia di Eric Schwab (1999)
- L'uomo bicentenario (Bicentennial Man), regia di Chris Columbus (1999)
- The Specialist (In the Shadows), regia di Ric Roman Waugh (2001)
- xXx, regia di Rob Cohen (2002)
- Torque - Circuiti di fuoco (Torque), regia di Joseph Kahn (2004)

#### Televisione
- Baywatch - serie TV, episodio 10x06 (1999)
- 24 - serie TV, episodio 4x06 (2005)

### Produttore
- 12 Bucks, regia di Wayne Isham (1998)
- Step Into Liquid, regia di Dana Brown - documentario (2003)
- Dust to Glory, regia di Dana Brown - documentario (2005)
- Navy SWCC, regia di Scott Waugh - cortometraggio documentario (2007)
- Gearhead: The Legend of Mickey Thompson, regia di John Bilecky - documentario (2007)
- Act of Valor, regia di Scott Waugh Mike McCoy (2012)
- L'ultima discesa (6 Below: Miracle on the Mountain), regia di Scott Waugh (2017)

#### Produttore esecutivo
- Waiting for Lightning, regia di Jacob Rosenberg - documentario (2012)
- Need for Speed, regia di Scott Waugh (2014)

### Montatore
- Step Into Liquid, regia di Dana Brown - documentario (2003)
- Dust to Glory, regia di Dana Brown - documentario (2005)
- Navy SWCC, regia di Scott Waugh - cortometraggio documentario (2007)
- Act of Valor, regia di Scott Waugh Mike McCoy (2012)
- Need for Speed, regia di Scott Waugh (2014)
- Project X-Traction (Hidden Strike), regia di Scott Waugh (2023)

### Sceneggiatore
- 12 Bucks, regia di Wayne Isham (1998)